# Karolina (powiat piaseczyński)
Karolina – wieś sołecka w Polsce położona w województwie mazowieckim, w powiecie piaseczyńskim, w gminie Góra Kalwaria.
| SIMC    | Nazwa    | Rodzaj     |
| ------- | -------- | ---------- |
| 0001761 | Walewice | przysiółek |

W latach 1975–1998 miejscowość należała administracyjnie do województwa warszawskiego.
Przez miejscowość przebiega droga krajowa nr 50.